# Mestni promet Jesenice
Mestni promet na Jesenicah poteka na 6 avtobusnih progah, ki obratujejo v treh conah (cona A, A+B in A+B+C).
Dvanajst avtobusov povezuje okolico in bivalna naselja z železniško postajo, bolnico, s tovarnami in središčem mesta. Ob prometnih konicah obratuje večina prog v polurnih intervalih, izven konic pa avtobusi vozijo najmanj vsako uro. Letno avtobusi v mestnem prometu prepeljejo približno 330.000 potnikov in prevozijo približno 550.000 kilometrov.

## Izvajalec
Podeljeno koncesijo javnega mestnega prometa izvaja podjetje  ARRIVA d.o.o..

## Cone
V cono A spada večinoma celotno območje Jesenic z Blejsko Dobravo, Hrušico, Koroško Belo, Podkočno in Slovenskim Javornikom. V cono A+B spada Kočna, v cono A+B+C pa spadata Planina pod Golico in Plavški Rovt.

## Vozovnice
Potnikom so na voljo vozovnice za eno vožnjo do različnih mesečnih vozovnic. Trenutna cena enkratne vozovnice v coni A je 1,30€, A+B 1,60€, A+B+C 2,10€ in jih je mogoče kupiti pri vozniku.

## Seznam prog mestnega prometa
| proga | relacija                                                                       |
| ----- | ------------------------------------------------------------------------------ |
|       | Hrušica Belo polje – Bolnica – Koroška Bela trgovina – Blejska Dobrava – Kočna |
|       | Bolnica – Tomšičeva – Koroška Bela trgovina                                    |
|       | Bolnica – Koroška Bela – Pristava                                              |
|       | Planina pod Golico – Koroška Bela trgovina                                     |
|       | Bolnica – Cesta 1. maja – Acroni                                               |
|       | Bolnica – Koroška Bela                                                         |